# Reginald Hooley
Reginald Walter Hooley (5 de setembro de 1865 - 5 de maio de 1923) foi um empresário e paleontólogo amador, tendo sido responsável por coletar espécies na Ilha de Wight. Ele provavelmente é mais lembrado por descrever o dinossauro Iguanodon atherfieldensis, agora Mantellisaurus. A sua coleção de fósseis é considerada uma das mais importantes do mundo.

## Biografia
Reginald Hooley nasceu em 5 de setembro de 1865 em Southampton, filho de William Hooley, um cavalheiro rico. Em 1889, R.W. Hooley começou a trabalhar para Godrich & Petman, comerciantes de vinho, e mais tarde tornou-se diretor administrativo dessa empresa. Morando em Portswood, em 1912 ele se casou com E.E. Holden e se mudou para Winchester. Em 1913 foi eleito membro do conselho municipal de Winchester. Hooley foi membro do Hampshire Field Club & Archaeological Society em Winchester desde 1890. Ele foi um dos fundadores da Sociedade de História Natural e Arqueológica da Ilha de Wight. Ele foi curador honorário do Museu Winchester entre 1918 e 1923.

## Descobertas
Hooley fez visitas regulares à Ilha de Wight e encontrou centenas de fósseis. Hooley fez suas descobertas mais famosas em 1889 e 1914, quando dois esqueletos de iguanodontídeos foram expostos pela erosão nos penhascos. Em 1904, os restos de "Ornithodesmus" foram descobertos por uma queda de penhasco. Vários espécimes fósseis foram incluídos em quatorze artigos científicos publicados, começando em 1900. Ele descreveu restos de muitas tartarugas e chamou o dinossauro Iguanodon atherfieldensis e o pterossauro Ornithodesmus latidens.
Também contribuiu para arqueologia, com a descoberta de um sítio da Idade do Ferro em Worthy Down, cerca de cinco quilômetros a noroeste de Winchester.

## Legado
Após a morte de Hooley, o jornal com o nome Iguanodon atherfieldensis foi publicado postumamente e a maior parte da Coleção Hooley, com mais de 1330 espécimes, foi adquirida em 1924 pelo Museu Britânico de História Natural, que exibe os esqueletos iguanodontídeos no Salão dos Dinosauros.